# Fail2ban

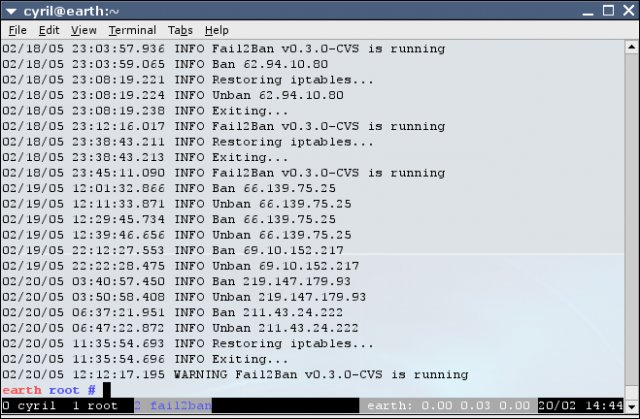

Fail2Ban是一個入侵检测系统框架，它可以保護電腦伺服器免受蛮力攻击。這些系統（例如Iptables或TCP Wrapper）以Python程式設計語言編寫，並能夠在類Unix系統上運行，具有本地安裝的封包控制系統或防火牆的介面。
- Fail2ban 是跟 DenyHosts 類似的工具，可以阻擋有人惡意以字典暴力破解密碼，通常應用於有開啟 sshd、telnetd跟ftpd的主機上。
- Fail2ban 通过將超過多次失敗連線的 IP 列用 iptables(給IPv4 使用) 或 ip6tables (給IPv6使用)禁止該 IP之後的連線以阻止暴力破解。
- 可以在 Fail2ban 的設定檔案內設定多久之後允許該 IP 再次連線。